# Glaucocharis pogonias
Glaucocharis pogonias là một loài bướm đêm trong họ Crambidae.